# Булатово (Козельский район)
Булатово — село в Козельском районе Калужской области. Входит в состав Сельского поселения «Село Волконское».
Расположено на левом берегу реки Жиздра, примерно в 2 км к юго-востоку от села Волконское.

## Население
На 2010 год население составляло 41 человек.